# Trinchera Beach
Trinchera Beach är en strand i Guam (USA).   Den ligger i huvudstadskommunen Hagåtña, i den centrala delen av Guam.   